# Колвицкие тундры
Колви́цкие ту́ндры — низкогорный массив в южной части Кольского полуострова на территории Кандалакшского района Мурманской области.

## Расположение
Массив расположен на восточном берегу Кандалакшского залива и ограничен: с севера — рекой Колвица, с юго-запада — водами Кандалакшского залива. Включает в себя урочища гор Порьи Тундры и Плоские Тундры. Высшая точка — безымянная вершина высотой 696 метров в 3 км к юго-востоку от горы Круглой. Другие крупные горы — Круглая (636,5 м), Домашняя (540,5 м), Зимец (335,8 м), Плоская (517,9 м), Белая (545,9 м), Быстрая (574,3), Каменная (596,8 м), Морская Тундра (538,6 м), Тесовисна (353,7 м), высота 600,4 метра (Плоские Тундры), высота 502,8 метра (Порьи Тундры).

## Описание
С Колвицких тундр во всех направлениях стекает большое количество рек и ручьёв, самые крупные из которых — Порья, Белый, Чёрный, Максимов (два разных ручья с одинаковым названием), Рязанка, Вонючий, Тесовик. У подножия гор множество озёр, крупнейшие из которых: Хиржи, Салмо-Ламбина, Чёрная Ламбина, Круглое, Порье, Жемчужное, Волчье, Кайвош, Белая Ламбина, Оленье. Между горами Белая и Зимец лежат узкой полосой Клементьевские болота. Склоны Колвицких тундр покрыты лесотундровой растительностью — сосновым, еловым, берёзовым и смешанным лесами. Высота деревьев достигает 7-18 метров.
У северных склонов массива в устье реки Колвица расположено село Колвица, у юго-западных и северо-восточных — несколько рыбацких и охотничьих изб, в том числе изба Иванова. От села к мысу Вонючему (на берегу Кандалакшского залива) между горой Зимец и горами Домашняя и Белая пролегает зимняя дорога.

## Карты
- Лист карты Q-36-IX,X Кандалакша. Масштаб: 1 : 200 000. Указать дату выпуска/состояния местности.
- Лист карты Q-36-30-В,Г.
- Лист карты Q-36-42-А,Б.
- Лист карты Q-36-31-В,Г.
- Лист карты Q-36-43-А,Б.